# Dispensa
Una dispensa papal es una decisión dentro de las prerrogativas del papa por la cual permite que los individuos sean eximidos de una ley particular del Derecho canónico. Por extensión, la dispensa es el documento que se expide al solicitante para hacer valer y mantener un registro de esta autorización.

## Tipos
Las dispensas papales se dividen en dos categorías:
- dispensas generales;
- dispensas matrimoniales.

Las solicitudes de dispensa, así como los acuerdos, son, en general, en forma escrita. Salvo cuando esté en juego el interés de un tercero o el de un superior que se haya expresado en sentido contrario, la facultad general de distribución, ya sea ordinaria o delegada, debe interpretarse de manera amplia. 

### Dispensas generales
El papa tiene plenos poderes para prescindir de todas o parte de las leyes eclesiásticas. Tiene este derecho por su primacía y la plenitud de su poder apostólico (concedido a Pedro por Jesús). Él delega parte de este poder en las congregaciones romanas (obispos, vicarios y párrocos).

### Dispensas matrimoniales
Las dispensas matrimoniales pueden consistir en autorizar o anular un matrimonio. La autoridad del papa para eximir a una persona o situación de una ley canónica deriva de su posición como vicario de Cristo, ya que implica autoridad, conocimiento y competencia divinos.

#### Ejemplos
El primer matrimonio de Enrique VIII de Inglaterra con Catalina de Aragón requirió una dispensa papal, ya que él violaba el derecho canónico por afinidad, porque ella era la viuda de Arturo Tudor, hermano mayor de Enrique y príncipe de Gales. Catalina afirmó que su matrimonio no fue consumado. Se obtuvo la dispensa, pero cuando Enrique VIII pidió más tarde una para su divorcio, fue rechazada, causando su cisma con Roma.
Durante la Alta Edad Media, en los siglos XI y XII, la Iglesia elaboró el derecho canónico relativo a la afinidad y la consanguinidad: el primer punto designa un vínculo de parentesco, natural o espiritual, mientras que el segundo se refiere a los vínculos de sangre, en otras palabras, genéticos. Esto abarca relaciones muy distantes, por lo que una gran proporción de los matrimonios entre las élites europeas estrechamente relacionadas necesitaban dispensas, ya fuera del papa o de un obispo.
Esto pasó a considerarse un abuso y el número de relaciones prohibidas disminuyó. En 1059, el canon del sínodo de Letrán reconoció que el obstáculo de la afinidad así como de la consanguinidad podían extenderse hasta el séptimo grado, el punto extremo de estas restricciones. Inocencio III, en el IV Concilio de Letrán (1215), limitó tanto la afinidad como la consanguinidad requiriendo una dispensa al cuarto grado. El concilio de Trento en el siglo XVI limitó el efecto legal de las relaciones extramatrimoniales al segundo grado de afinidad.
En 1236, Gregorio IX concedió una dispensa, mediante una bula papal, para el matrimonio de Alfonso de Poitiers y Juana, hija del Conde de Toulouse, su pariente en tercer grado.

## Casos de dispensas papales
En 1658 Felipe IV de España obtuvo una dispensa papal del papa Alejandro VII para conceder el hábito de la Orden de Santiago al pintor Diego Velázquez.
En junio de 2005, en Bélgica, el pastor protestante Patrick Balland, casado y padre de cuatro hijos, recibió una dispensa papal del celibato para ser ordenado sacerdote católico.
El 30 de julio de 2008, Fernando Lugo, exobispo y presidente electo de Paraguay, recibió una dispensa papal especial que le permitió recuperar la condición de laico para ejercer su mandato debido a "su elección por el pueblo".